# Palazzo Malvezzi De' Medici
Il Palazzo Malvezzi De' Medici, chiamato anche semplicemente Palazzo Malvezzi, è uno dei palazzi di Bologna. Situato in Via Zamboni 13, attualmente è sede della Città metropolitana di Bologna.

## Storia
L'inizio della costruzione dell'edificio risale al 1560 dopo che da Paola di Antonio Maria Campeggi, vedova di Giovanni di Bartolomeo Malvezzi, commissionò all'architetto Bartolomeo Triachini la progettazione del nuovo palazzo. La nuova residenza venne eretta su un'ampia area dove già esistevano immobili di proprietà della famiglia senatoria.
Diversi soffitti dell'appartamento nobile del palazzo furono affrescati nel 1852 dal pittore Francesco Cocchi in collaborazione con Andrea Pesci e Onorato Zanotti.
Nel 1931 Aldobrandino Malvezzi (1881-1961) vendette il palazzo alla Provincia di Bologna.

## Descrizione
La facciata del palazzo che si sviluppa secondo tre ordini sovrapposti si affaccia su via Zamboni e viene soffocata dalla ristrettezza della via sulla quale si apre; infatti il ramo della famiglia che abitava il palazzo venne detto "dal Portico Buio".
Sono presenti, all'interno, opere novecentesche di artisti bolognesi (o strettamente collegati alla città felsinea). Tra i nomi più importanti: Bruno Munari, Natale Guido Frabboni, Alberto Sughi, Carlo Caporale, Enrico Visani e Carlo Amadori. 
Le sale sono:
- Sala del Consiglio
- Sala dello Zodiaco
- Anticamera Sala del Consiglio
- Sala di Giunta
- Sala Rosa o degli Amori
- Sala Rossa
- Salottino Verde
- Biblioteca
- Sala Verde
- Sala delle Ninfe

## Galleria d'immagini

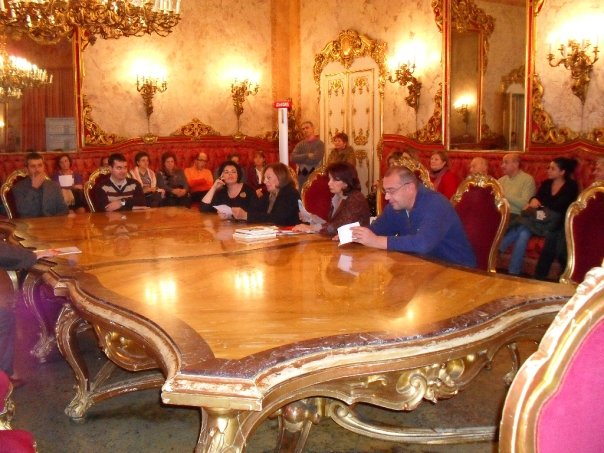
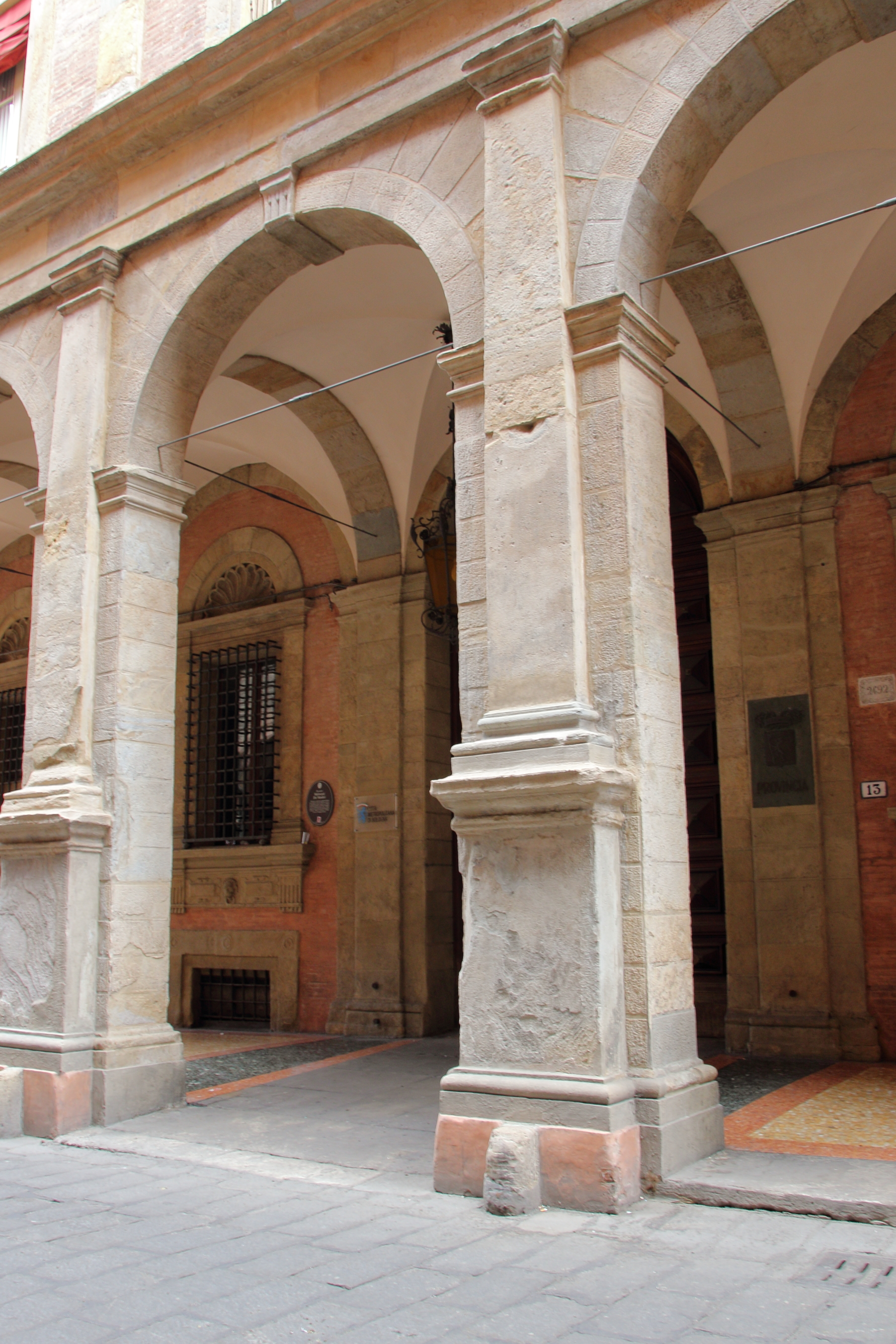
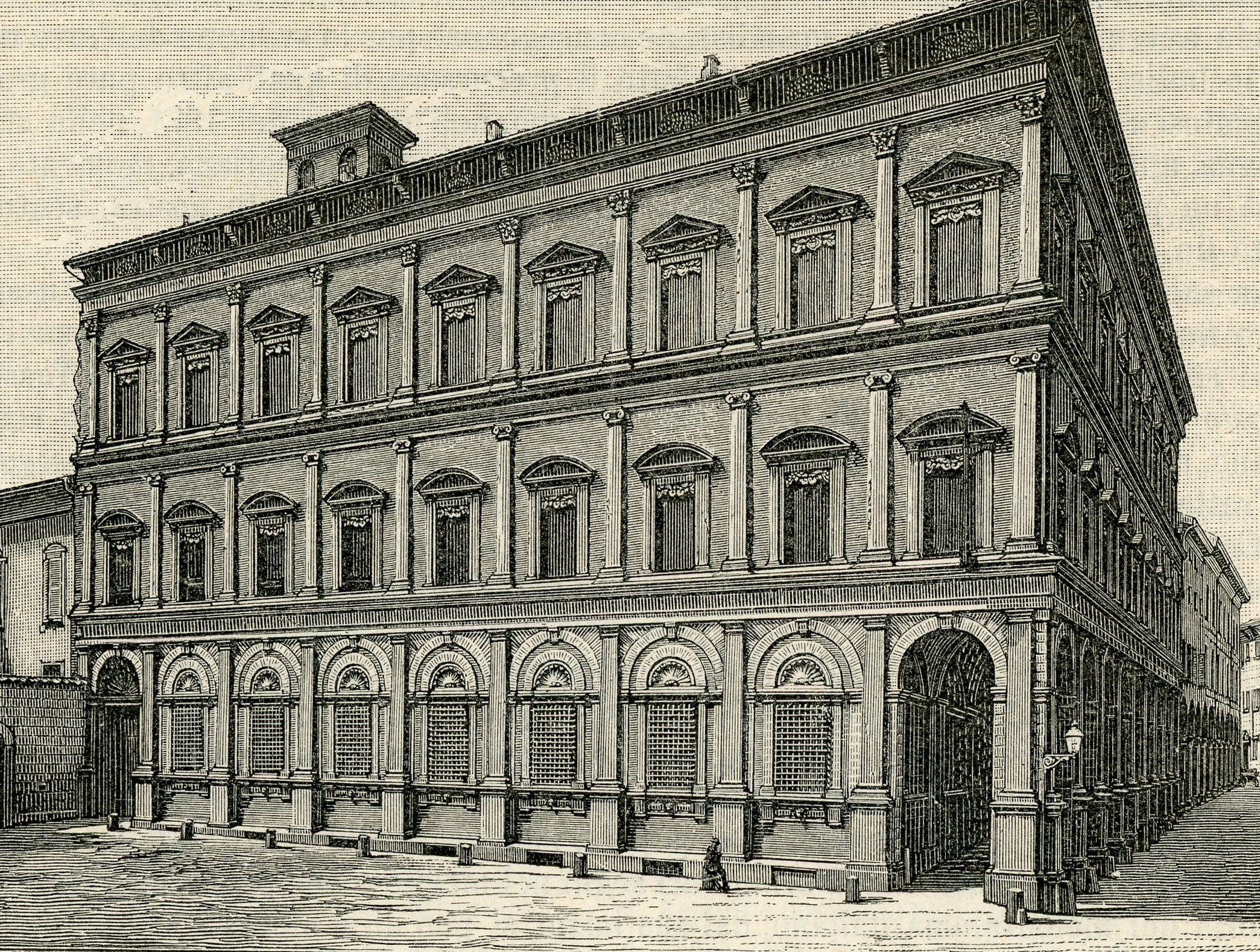